# 조원극
조원극(1932년 7월 7일 ~ )은 대한민국의 정치인이다. 제9대 군포시장을 역임했다.

## 역대 선거 결과
|  | 30.09% |

|  | 34.58% |

|  | 39.17% |